# Alfredo Reinado
Alfredo Alves Reinado ou Reinhado (11 de novembro de 1968 – Díli, 11 de fevereiro de 2008) foi um militar timorense, de patente major, e fugido à justiça desde Agosto de 2006, depois de acusado de homicídio, rebelião e posse ilegal de material de guerra. Entre 2003 e 2005, Reinado foi comandante da Polícia Militar, e recebeu treinamento das forças armadas da Austrália, de Portugal e do Brasil.
Em 11 de Fevereiro de 2008 o porta-voz governativo timorense, major Domingos da Câmara, declarou que Reinado fora morto durante um ataque coordenado à residência de José Ramos-Horta, que também foi atingido por tiros.
Reinhado entrou para a resistência timorense contra a ocupação indonésia após ter conhecido, na Austrália, nos anos 90, José Ramos-Horta. Anteriormente tinha trabalhado para as tropas indonésias.